# Abderazak el Para
Pour les articles homonymes, voir El Para.
Abderazak el Para, de son vrai nom Amari Saïfi, également surnommé Abou Haydara, est né le 23 avril 1968 à Guelma en Algérie d’une mère française et d’un père algérien . Il est un dirigeant du Groupe salafiste pour la prédication et le combat (GSPC). Il est actuellement à la prison de Koléa, à Tipaza, depuis sa capture, selon des sources.

## Avant la clandestinité
Il est né le 23 avril 1966 à Guelma en Algérie. Il a vécu à Bouhachana (daïra de Bouchegouf dans la wilaya de Guelma).
En 1987, il s'engage dans les troupes aéroportées (d'où son surnom d'el Para) de Biskra de l'armée nationale populaire algérienne (ANP). Il rencontre à l'armée Hassan Hattab et Abdelaziz Abi dit Okacha El Para. Il est condamné en 1987 à trois mois de prison ferme pour infraction aux consignes générales de l’armée. En 1991, il déserte de l'ANP en compagnie de plusieurs autres engagés et rejoint le maquis. Il a déclaré avoir été chef des gardes du corps du ministre de la défense, Khaled Nezzar, entre 1990 et 1993.

## Son action au GSPC
Il est donné pour avoir été « membre de la direction du GIA à l'époque de Zitouni » avant de rejoindre le GSPC de Hassan Hattab.
Abderrezak El Para s'est rallié en 1996 à Hattab, au moment où ce dernier « complotait » avec Abdelaziz Abi et d'autres contre l'« émir » du GIA Djamel Zitouni et préparait la dissidence de la « zone II » (Kabylie) qu'il dirigeait, et qui deviendra le noyau dur du futur GSPC. Il est connu qu'après l'assassinat de Zitouni (juillet 1996), Abderrezak a entamé, à la tête d'une demi-douzaine d'« Afghans », une tournée qui l'a menée dans les principaux maquis terroristes du GIA dans l'est du pays pour amener les katibas à rallier la dissidence qui prenait forme.
Les « zones V » (Batna) et VI (Jijel) le rejoindront dans leur majorité et proclameront leur « allégeance » à Hattab en 1998, tout autant que la « zone IX » (Sud) dirigée par Mokhtar Belmokhtar.
Le rôle d'Abderrezak El Para n'a jamais été précisé au sein du GSPC jusqu'à son départ de la « base principale » de l'organisation (Sidi Ali Bounab) vers la « zone V », à la fin de l'année 1999.
- Le 5 juillet 2000, il enlève le sénateur Mohamed Boudiar à Tébessa lors d'un faux barrage près de la frontière tunisienne. Le sénateur sera libéré 21 jours plus tard[3].
- Le 4 janvier 2003 il fait une embuscade contre un convoi militaire près de Batna qui fait 43 morts chez les militaires[4].
- Février-mars 2003 plusieurs groupes de touristes sont enlevés dans le sud de l'Algérie par le groupe de El Para[5].
- Le 13 mai 2003, 17 otages sont libérés (10 Autrichiens, 6 Allemands et 1 Suédois)[6].
- Entre juin et fin juillet, une touriste allemande meurt d'insolation et est enterrée  dans le désert[5].
- Le 18 août 2003, 14 touristes (9 allemands, 4 Suisses et 1 Néerlandais) sont libérés contre une rançon de 4,6 millions d’euros d’après la télévision publique allemande ARD[6] ou de 5 millions d’euros selon El Para[2]. Le gouvernement allemand dément le versement d'une rançon[6].
- Depuis la région de Kidal au Mali, el Para envoie des armes aux groupes du GSPC dans le nord de l'Algérie[7].
- Le 17 février 2004, il s'infiltre avec une colonne du GSPC au Tchad[8]. Les États-Unis qui suivent les déplacements de El Para par satellite préviennent le gouvernement tchadien.
- Le 16 mars 2004, à la suite d'affrontements avec l'armée tchadienne, el Para se retrouve avec un groupe d'une dizaine d'hommes et est arrêté par des membres du Mouvement pour la démocratie et la justice au Tchad (MDJT) dans le Tibesti[8],[9]. Le gouvernement algérien refuse de négocier avec le MDJT. Le MDJT négociera avec la Libye et l'Allemagne. Ceux-ci le gardent plusieurs mois puis le remettent à la Libye[8].

## Procès
Le 27 octobre 2004, la Libye extrade El Para vers l'Algérie.
El Para a toujours été jugé par contumace, malgré sa détention en Algérie, « car les procédures judiciaires engagées dans le cadre de cette affaire ont débuté avant qu’’El Para’ ne soit remis aux autorités algériennes et, donc, <alors qu'il était> considéré comme étant en fuite ». Il est incarcéré dans la prison de Koléa.

## Controverse
Une enquête de Salima Mellah et Jean-Baptiste Rivoire laisse entendre qu'Abderazak el Para serait proche du département de renseignement et de sécurité (DRS, ex-Sécurité militaire) et que ses opérations avaient soit pour but de favoriser le soutien des États-Unis, soit pour but de discréditer le GSPC.